# Tennisboll

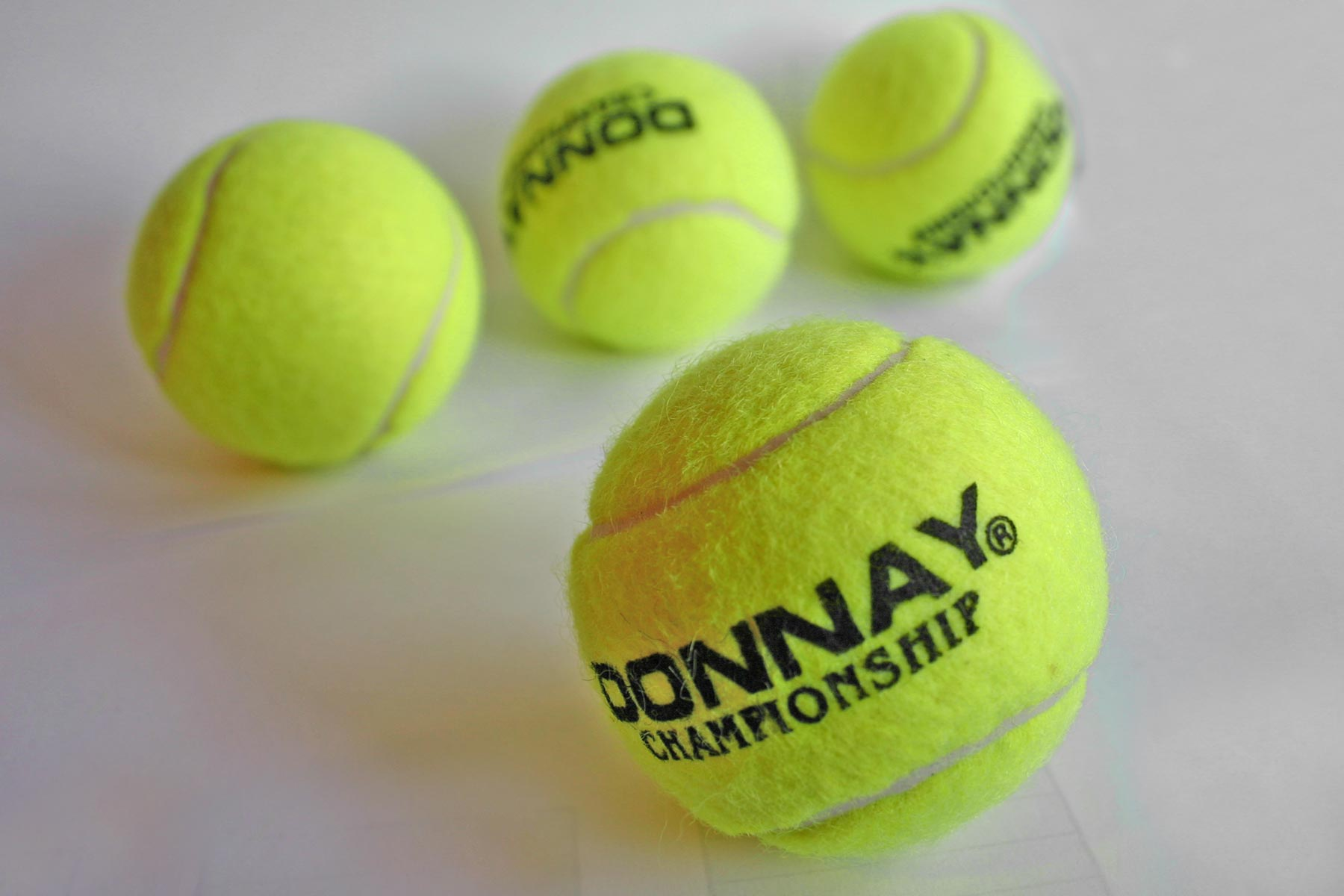
Tennisbollar

Tennisboll är en typ av boll som används inom sporten tennis. 
Officiella bollar skall vara vita eller gula (träningsbollar kan ha andra färger) och ha en diameter mellan 65,4–73,0 mm (2,58–2,87 tum). De skall väga mellan 56,0 och 59,4 gram. Bollarna ska studsa 135–147 cm efter att ha släppts från en höjd av 254 cm på ett betonggolv. Den moderna tennisbollen tillverkas av två likformade delar av format gummi som sammanfogats till ett ihåligt klot. Två hantelformade filtade delar av flanell eller nylon limmas utanpå bollen och ger den dess karakteristiska utseende. 
Vid tävlingsspel dominerar i dag gasfyllda bollar, men hållbarare trycklösa bollar marknadsförs också. 

## Historik
Bollar avsedda för bollhusspelet real tennis har funnits sedan medeltiden och omnämns redan av William Shakespeare i hans skådespel Henrik V. Enstaka bollar från 1300-talet finns bevarade. Ursprungligen var bollarna gjorda av läder, senare ett nät av textila fibrer, och fylldes med hår, ull, fjädrar eller annat material som medgav studs mot trä- eller stengolven i bollhusen. I dag är bollarna för real tennis tillverkade med en kärna av kork. Under 1800-talet blev det möjligt att tillverka bollar av vulkaniserat gummi (latex eller "kautschuk", på engelska kallat "India rubber", ursprungligen från Indien), vilket tillsammans med att man började häfta fast flanell runt gummit kom att bli avgörande för tennisspelets utveckling och möjliggjorde spel utomhus på gräsbanor. Gummit gjordes ihåligt och fylldes med gas. Man lade till kemikalier som vidmakthöll lufttrycket för att stänga konstruktionen och dessa aktiverades forma kärnan sfärisk i hettade håligheter. När major Harry Gem 1872 bildade sin klubb för "lawn-tennis" i Leamington i England specificerade han att tennisbollarna skulle vara tillverkade av vulkaniserat "India rubber" eller annat material med liknande egenskaper avseende studs på gräsytor.
Gem bestämde att bollarna skulle väga 42,5 g, men han tillät att vikten varierade ner till 35 g och upp till 52. År 1874 meddelade John Moyer Heathcote i en artikel i tidskriften "The Field", att han lyckats tillverka en hållbar och välstudsande ihålig gummiboll klädd med vit flanell som syddes fast för hand. Redan 1875 standardiserades bollarnas mått och vikt för första gången till 5,7 cm i diameter och 42,52 g. Denna typ av bollar rekommenderades av det moderna tennisspelets uppfinnare, major Walter Clopton Wingfield, men 1877 vid de första Wimbledonmästerskapen användes ändå gummibollar med varierande diameter (5,7-6,7 cm) och vikt (35,4-42,5 g). Tygklädseln syddes på plats fram till 1929, då firman Slazenger först marknadsförde bollar där tygklädseln istället var cementerad.

## Den moderna tennisbollen
Officiella regler från Internationella Tennisförbundet (ITF) för det moderna tennisspelet anger att bollarna skall vara vita eller gula (för att synas). De skall ha en diameter mellan 65,4–73,0 mm (2,58–2,87 tum) och väga mellan 56,0 och 59,4 gram. De skall studsa 135-147 cm (53–58 tum) efter att ha släppts från en höjd av 254 cm (100 tum) på ett betonggolv. Detta kan uttryckas som en restitutionskoefficient på mellan 0,73–0,76, vilket motsvarar fraktionen av bollens rörelseenergi vid kollisionen med golvet som vid återstudsen bibehålls som rörelseenergi.
Den moderna tennisbollen har en inre kärna som består av två likformade delar av hantelformade stycken av gummi uppblandat med olika kemikalier för att minska genomsläppligheten för gas. Styckena sammanfogas till ett ihåligt klot. Två hantelformade filtade delar av flanell eller nylon limmas utanpå bollen och ger den dess karakteristiska utseende. Märkesnamnet är som regel tryckt med tydliga bokstäver på den filtade ytan vilket också underlättar identifiering om bollen flugit över på näraliggande bana.
- Två olika huvudtyper av tennisbollar marknadsförs i dag:[12]
  - Gasfyllda bollar (på engelska "pressurized balls") där kärnan är fylld med luft eller kväve under tryck. Nya bollar ska förvaras under ett gastryck på 2 atmosfärer i sin förpackning.
  - Trycklösa bollar (på engelska "non-pressurised balls") som är gjorda av relativt tjockt gummi och där det inre lufttrycket är detsamma som omgivningens.

Såväl gasfyllda som trycklösa bollar tillverkas med olika diameter, tjocklek på gummikärnan och klädsel, typ I, II och III, vilket ger bollarna olika egenskaper. Bollar av typ I och II har en diameter på 6,54–6,86 cm medan typ III-bollar har en diameter på 7,00–7,30 cm. År 1999 gav ITF ut riktlinjer för på vilka typer av banor de olika bolltyperna är lämpliga. Riktlinjerna grundades på omfattande experimentella studier. Typ I-bollarna är hårda och lämpade för spel på långsamma grusbanor. Typ III-bollar har något större diameter vilket gör dem något långsammare och mer lämpade för spel på hard-court och höghöjdsbanor. Typ II-bollar ("normalbollar") har mellanliggande egenskaper.
En betydande skillnad mellan trycklösa och gasfyllda bollar är att medan de förra tenderar att studsa högre ju mer slitna de blir, förlorar de gasfyllda bollarna tryck och tenderar att studsa lägre vid långvarig användning. Därför långtidsförvaras gasfyllda bollar i förpackningar med samma gastryck som i bollen, vilket gör att bollarna inte förlorar studsförmåga. Så snart en sådan förpackning öppnats utsätts bollarna för det lägre atmosfärstrycket och börjar omedelbart att långsamt förlora gastryck . För att motverka dessa förändringar i bollegenskaperna är vid tävlingsspel byte till nya bollar efter överenskommet antal game vanligt. Trycklösa bollar ändrar studs- och spelegenskaper snabbare än gasfyllda, och i dag används huvudsakligen gasfyllda bollar. Tävlingar under ITF:s tennisregler måste använda sig av bollar som ITF godkänt i sin lista över godkända bollar. Förutom dessa huvudtyper marknadsför exempelvis Tretorn bollar som är fyllda med gasinnehållande plastkulor (Micro-X), som kan sägas vara ett mellanting mellan de båda bolltyperna.
En speciell tennisboll används i den japanska formen av tennis, så kallad soft tennis. Bollen har samma dimensioner som en vanlig tennisboll (diameter 6,6 cm), men är klädd med ett tunt skikt gummi istället för tyg eller nylon, vilket gör den mjuk. Den är också lättare (30,5 g) än en vanlig tennisboll. För real tennis, den ursprungliga formen av tennis, används numera tygbollar med en kärna av kork.